# Anna Wintourová
Anna Wintourová, nepřechýleně Anna Wintour (* 3. listopadu 1949 Londýn), je britská a americká novinářka. Již od roku 1988 vede americkou redakci módního magazínu Vogue. Její kariéra začala roku 1970 v Harper's Bazaar.

## Kariéra
Chodila na Collegiate School v severním Londýně, kterou opustila ve věku 16 let. Její kariéra módní novinářky začala v roce 1970 pro Harper’s Bazaar.
V roce 1986 se Wintour stala redaktorkou britské odnože časopisu Vogue a v následujícím roce i časopisu Dům a zahrada. Pod jejím vedením se americký Vogue znovu zaměřil výhradně na módu. Pod jejím vedením vznikly další tři odnože časopisu: Teen Vogue, Vogue Living a Men's Vogue.
Anna Wintour je často popisována jako nejvlivnější žena v módním průmyslu. Má významnou roli v úspěchu návrhářů, jako jsou John Galliano (Christian Dior), nebo Michael Kors. Je také kurátorkou Metropolitan Museum of Art v New Yorku. Založila také CFDA / Vogue fond na podporu neznámých návrhářů. 
V červnu 2025 zveřejnila úmysl odejít z funkce šéfredaktorky Vogue.
Má dvě děti.